# Júlio César (football, 1980)
Pour les articles homonymes, voir Júlio César et César.
Júlio César Rocha Costa est un footballeur brésilien né le 12 mai 1980 à Santos. Il est milieu offensif.